# Sceaux (Alts del Sena)
Sceaux és un municipi francès del departament dels Alts del Sena a la regió d'Illa de França. Forma part del cantó de Châtenay-Malabry i del districte d'Antony, i des del 2016, de la divisió Vallée Sud Grand Paris de la Metròpoli del Gran París.
El territori de la comuna cobreix parcialment el parc del Castell de Sceaux, dissenyat per André Le Nôtre, que comprèn 181 hectàrees (incloses 120 dins de la comuna de Sceaux), vestigi del domini personal Jean-Baptiste Colbert.
El Lycée Lakanal, la ubicació del qual va ser escollida per Jules Ferry, es va inaugurar el 1885. Dos espais de la Universitat de Paris-Saclay formen el campus universitari de Sceaux: la Facultat de Dret, Economia i Gestió, coneguda com «Jean Monnet» i l'Institut Universitari de Tecnologia de Sceaux. A Sceaux, hi ha també una escola d'enginyers, l'EPF.

## Personatges il·lustres
- Pierre Curie (1859-1906) i Marie Curie (1867-1934), físic i químic i física respectivament, es van casar a Sceaux el 1895 i hi van residir.
- Frédéric (1900-1958) i Irène Joliot-Curie (1897-1956), físics i químics, van estudiar i van viure a Sceaux on són enterrats.
- Alain Delon (1935), actor cinematogràfic.
- Marie-George Buffet (1949), política comunista.